# 7 ديسمبر
- السبت
- الأحد
- الاثنين
- الثلاثاء
- الأربعاء
- الخميس
- الجمعة

- 298 جمادى الآخرة 1447  هـ
- 309 جمادى الآخرة 1447  هـ
- 110 جمادى الآخرة 1447  هـ
- 211 جمادى الآخرة 1447  هـ
- 312 جمادى الآخرة 1447  هـ
- 413 جمادى الآخرة 1447  هـ
- 514 جمادى الآخرة 1447  هـ
- 615 جمادى الآخرة 1447  هـ
- 716 جمادى الآخرة 1447  هـ
- 817 جمادى الآخرة 1447  هـ
- 918 جمادى الآخرة 1447  هـ
- 1019 جمادى الآخرة 1447  هـ
- 1120 جمادى الآخرة 1447  هـ
- 1221 جمادى الآخرة 1447  هـ
- 1322 جمادى الآخرة 1447  هـ
- 1423 جمادى الآخرة 1447  هـ
- 1524 جمادى الآخرة 1447  هـ
- 1625 جمادى الآخرة 1447  هـ
- 1726 جمادى الآخرة 1447  هـ
- 1827 جمادى الآخرة 1447  هـ
- 1928 جمادى الآخرة 1447  هـ
- 2029 جمادى الآخرة 1447  هـ
- 211 رجب 1447  هـ
- 222 رجب 1447  هـ
- 233 رجب 1447  هـ
- 244 رجب 1447  هـ
- 255 رجب 1447  هـ
- 266 رجب 1447  هـ
- 277 رجب 1447  هـ
- 288 رجب 1447  هـ
- 299 رجب 1447  هـ
- 3010 رجب 1447  هـ
- 3111 رجب 1447  هـ
- 112 رجب 1447  هـ
- 213 رجب 1447  هـ

7 ديسمبر أو 7 كانون الأوَّل أو يوم 7\12 (اليوم السابع من الشهر الثاني عشر) هو اليوم الحادي والأربعين بعد الثلاثمائة (341) من السنة، أو الثاني والأربعين بعد الثلاثمائة (342) في السنوات الكبيسة، وفقًا للتقويم الميلادي الغربي (الغريغوري). يبقى بعده 24 يومًا على انتهاء السنة.

## أحداث
- 637 - فتح جلولاء آخر معاقل الفرس إثر معركة كبيرة بينهم وبين المسلمين بقيادة هاشم بن عتبة.
- 1830 - الحاكم العام الفرنسي في الجزائر «دوبومون» يصدر قانونًا يقضي فيه بحق التصرف بالأملاك الدينية.
- 1877 - توماس إديسون يخترع الفونوغراف، وهي آلة قادرة على تسجيل وإعادة بث الأصوات المسجلة.
- 1912 - اكتشاف تمثال الملكة الفرعونية نفرتيتي زوجة الفرعون إخناتون في منطقة تل العمارنة بالمنيا في جنوب مصر.
- 1919 - وصول «لجنة ملنر» إلى مصر والتي تهدف إلى التحقيق بأسباب اندلاع الثورة والتي عرفت باسم ثورة 1919.
- 1934 - الكويت تتعرض لهطول أمطار غزيرة أدت إلى تهدم عدد كبير من المنازل وتضرر 18000 نسمة، وعرفت هذه السنة بسنة الهدامة.
- 1941 - قوات البحرية الإمبراطورية اليابانية تقوم بهجوم على القاعدة العسكرية الأمريكية في بيرل هاربر في جزيرة أواهو في جزر هاواي، وأدى الهجوم إلى تدمير كامل الأسطول الأمريكي.
- 1949 - رئيس حكومة جمهورية الصين شيانج كاي شيك يعلن عن اختيار تايبيه في جزيرة تايوان عاصمة مؤقتة للبلاد وذلك بعد فراره وحكومته من نانجينغ إلى تايوان.
- 1953 - صدور العدد الأول من جريدة الجمهورية المصرية.
- 1972 - إيميلدا ماركوس زوجة رئيس الفلبين فرديناند ماركوس تتعرض لعملية اغتيال فاشلة أسفرت عن إصابتها بطعنة في جسدها.
- 1976 - أمين عام الأمم المتحدة كورت فالدهايم يفوز بفترة ثانية لتولي الأمانة العامة لهيئة الأمم المتحدة.
- 1988 - الزعيم الفلسطيني ياسر عرفات يعترف لأول مرة بحق إسرائيل في الوجود.
- 2004 -
  - حامد قرضاي يؤدي اليمين الدستورية رئيسًا لأفغانستان بعد فوزه في أول انتخابات رئاسية فيها.
  - تنظيم القاعدة يتبنى الهجوم على القنصلية الأمريكية في جدة.
- 2011 -
  - القائم بأعمال الرئيس اليمني عبد ربه منصور هادي يصدر مرسومًا بتشكيل حكومة الوحدة الوطنية التي يرأسها المعارض محمد باسندوة وذلك تنفيذًا لبنود المبادرة الخليجية لحل الأزمة اليمنية.
  - حكومة كمال الجنزوري تؤدي اليمين أمام المشير محمد حسين طنطاوي، والمجلس الأعلى للقوات المسلحة يصدر مرسومًا يفوض رئيس مجلس الوزراء كمال الجنزوري في مباشرة الاختصاصات المخولة لرئيس الجمهورية بمقتضى القوانين واللوائح، فيما عدا اختصاصات رئيس الجمهورية الواردة بقوانين القوات المسلحة والهيئات القضائية.
  - المجلس الوطني التأسيسي التونسي يصادق علي الدستور المؤقت الذي ينظم السلطات و يفتح الباب لانتخاب رئيس مؤقت للبلاد.
- 2016 -
  - تحطم طائرة تابعة للخطوط الجوية الدولية الباكستانية رحلة رقم 661 أدى إلى وفاة جميع من كان على متنها والبالغ عددهم 47 شخصاً.
  - وفاة 97 شخصاً وإصابة 1,270 آخرين على الأقل جراء زلزال ضرب إقليم آتشيه شمال غرب إندونيسيا.
- 2017 - البرتغالي كريستيانو رونالدو يفوز بجائزة الكرة الذهبية المقدمة من مجلة فرانس فوتبول لسنة 2017.
- 2022 - عقب محاولة انقلاب فاشلة في بيرو، البرلمان البيروفي يعزل الرئيس بيدرو كاستيلو، ويُنَصِّب دينا بولوارت خلفًا له.

## مواليد
- 521 - كولومبا، قديس أيرلندي.
- 903 - عبد الرحمن بن عمر الصوفي، مهندس وعالم فلك مسلم.
- 1545 - هنري ستيوارت، زوج ملكة إسكتلندا ماري ستيوارت.
- 1598 - جان لورينزو برنيني، فنان إيطالي.
- 1810 - ثيودور شوان، عالم فيزيولوجيا ألماني.
- 1823 - ليوبلد كرونكر، عالم رياضيات ألماني.
- 1861 - نيكولاي أندروسوف، إحاثي ومستكشف وجيولوجي روسي.
- 1905 - جيرارد كايبر، عالم فلك هولندي أمريكي.
- 1915 - إيلاي والاك، ممثل أمريكي.
- 1921 - زهير الكرمي، عالم وباحث فلسطيني.
- 1928 - نعوم تشومسكي، كاتب أمريكي.
- 1933 - كرم مطاوع، ممثل ومخرج مصري.
- 1936 - نادر كولجين، مغني إيراني.
- 1941 - أحمد محمد الصديق، شاعر فلسطيني.
- 1943 - فرانتيسك فيسلي، لاعب كرة قدم تشيكوسلوفاكي.
- 1953 - محمود حميدة، ممثل مصري.
- 1956 - إيفيتا راديكوفا، سياسية سلوفاكية.
- 1965 - جيفري رايت، ممثل أمريكي.
- 1966 - عبد الكريم جودة، دبلوماسي لبناني.
- 1967 - عبد العزيز الشايجي، مهندس وسياسي كويتي.
- 1968 - اسرا ديرمانكلوجلو، ممثلة تركية.
- 1971 - يوشيهيسا هيرانو، ملحن ياباني.
- 1976 - بسمة، ممثلة مصرية.
- 1979 -
  - لامبوروس تشوتوس، لاعب كرة قدم يوناني.
  - دين كرافين لاعب كرة قدم بريطاني
- 1980 - جون تيري، لاعب كرة قدم إنجليزي.
- 1983 - فايز بندر، لاعب كرة قدم كويتي.
- 1984 -
  - لوكا ريغوني، لاعب كرة قدم إيطالي.
  - روبرت كوبيتسا، قائد سباق سيارات بولندي.
- 1985- جون موكسلي مصارع محترف أمريكي.
- 1986 - ريم ارحمة، ممثلة بحرينية.
- 1987 - آرون كارتر، مغني أمريكي.
- 1988 -
  - إيميلي براوننغ، ممثلة أسترالية.
  - ناثان أدريان، سباح الولايات المتحدة.
- 1989 - نيكولاس هولت، ممثل إنجليزي.

## وفيات
- 43 ق.م. - شيشرون، فيلسوف روماني.
- 328 - امرؤ القيس، ملك الحيرة.
- 1254 - إنوسنت الرابع، بابا الكنيسة الرومانية الكاثوليكية.
- 1295 - جيلبرت دي كلير، نبيل إنجليزي.
- 1906 - إيلي دوكميان، صحفي سويسري حاصل على جائزة نوبل للسلام عام 1902.
- 1947 - نيكولاس موراي باتلر، أكاديمي وسياسي أمريكي حاصل على جائزة نوبل للسلام عام 1931.
- 1989 - سيف الله مختار، ممثل مصري.
- 1993 - ولفجانج باول، عالم فيزياء ألماني حاصل على جائزة نوبل في الفيزياء عام 1989.
- 1998 - مارتن رودبل، عالم كيمياء حيوية أمريكي حاصل على جائزة نوبل في الطب عام 1994.
- 2007 - عمر الخطيب، مذيع وأكاديمي أردني.
- 2012 - عمار الشريعي، موسيقي مصري.
- 2014 - عبد الله بها، سياسي مغربي.
- 2021 - مصطفى بن حليم، سياسي ليبي.

## أعياد ومناسبات
- اليوم العالمي للطيران المدني.
- عيد الاستقلال في كوت ديفوار.
- يوم الشموع في كولومبيا.
- بداية داشوه في اليابان.

## وصلات خارجية
- وكالة الأنباء القطريَّة: حدث في مثل هذا اليوم.
- أرشيف مصر: حدث في مثل هذا اليوم.
- BBC: حدث في مثل هذا اليوم.